# Iglesia de Santo Hermágoras y Fortunato de Groblje
La iglesia de Santo Hermágoras y Fortunato de Groblje es una iglesia pintoresca en Eslovenia, Groblje. Fue construida alrededor del año 1500.

## Ubicación y origen
La aldea Groblje se ubica en Eslovenia cerca de Domžale y Mengeš. Se ubica a 15 km de la capital eslovena Liubliana. La aldea Groblje fue mencionada por la primera vez en el año 1435. Groblje es el nombre esloveno, que proviene de la palabra “groblje” (en alemán Groblach). En este sitio fue en aquel tiempo un montón de piedras que en la lengua eslovena se llaman “groblje”. Este conjunto de piedras se formó cuando se derumbó el dique del lago de Nevlje cerca de Kamnik y una grande inundación trajo grandes cantidades de piedras al campo de Mengeš. En Groblje se construyó una pequeña pero maravillosa iglesia de Santo Hermágoras y Fortunato. Se supone que fue construida alrededor del año 1500 como una iglesia filial de la iglesia parroquial de Santo Miguel de Mengeš, que estuvo fundada en el siglo X (Höfler, 2013). En este tiempo había peligro de la invasión de los turcos y existe documento que declara, que la iglesia filial de Groblje dio dinero para el tributo de la guerra en el año 1526.

## Santa Notburga

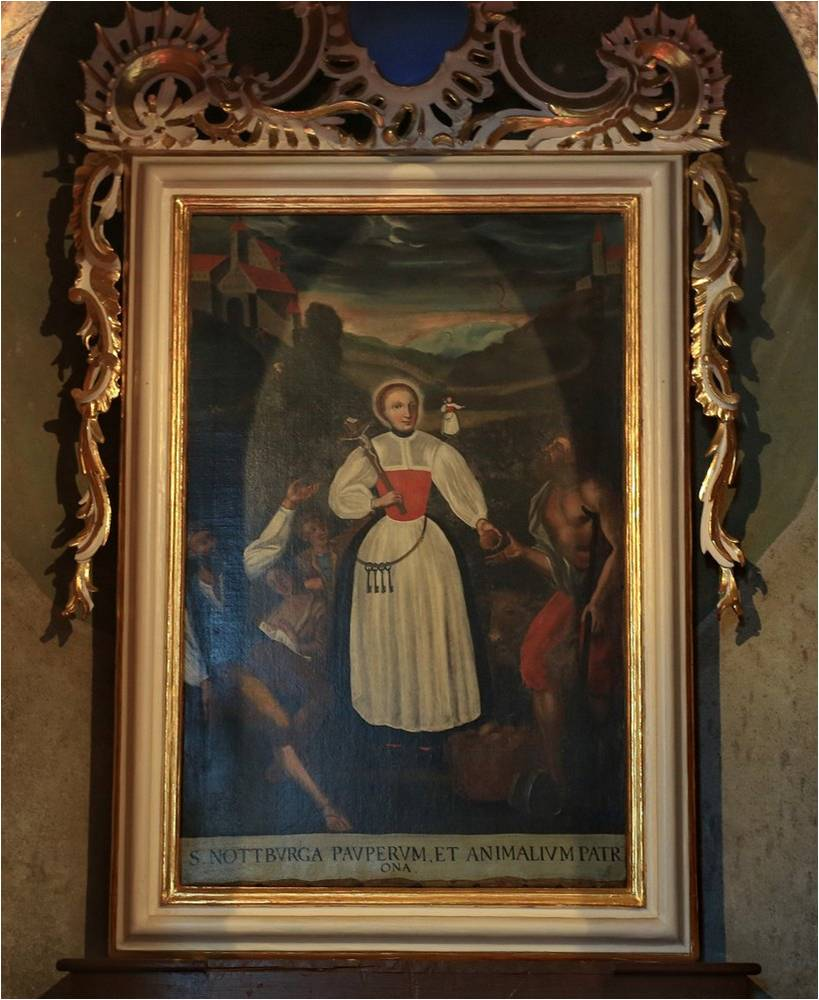
El cuadro de Santa Notburga en su altar (Foto: Janez Medvešek)

El año 1739 fue muy importante para esta iglesia. El príncipe-obispo en Brixen Kaspas Ignaz Künigl envió una reliquia de Santa Notburga. Santa Notburga tiene su día del santo el 13 de septiembre. Mucha gente peregrinaba a Groblje para recomendarse a Santa Notburga para la salud de los miembros de su familia y para la salud de sus animales. Después de la oración y recomendación a Santa Notburga mucha gente y los animales recobraron la salud milagrosamente. Eso aumentó la reputación de la iglesia.

## Arquitectura
Las obras de construcción de la iglesia empezaron en el año 1741 y se terminaron en el año 1763. El 9 de agosto de 1763 la iglesia fue reiteradamente consagrada a Santo Hermágoras y Fortunato. Los dos santos tienen dos altares; un altar lateral fue dedicado a Santa Notburga y otro a San Isidoro de Madrid. Enfrente del altar de Santa Notburga fueron en el siglo XVIII aún 800 misas por año. Siguieron colocaciones de dos altares laterales nuevos, uno para Santa Margarita y otro para San Andreas. El altar mayor y todos cuatro altares laterales todavía existen. La iglesia de Santo Hermágoras y Fortunato de Groblje tiene una relación inusual entre la nave y el presbiterio. La nave es casi cuadrada (10,5 x 9,2 m) y el presbiterio muy alargado (8,0 x 4,5 m). El presbiterio tiene cinco bóvedas, que se levantan de altar a nave. Porque no existe una iglesia parecida, se supone que Franc Jelovšek fue en cargo de la reconstrucción de la iglesia, el pintor del pueblo cercano, Mengeš. Las paredes interiores son construidas apropiadamente para pintar los frescos. Todos los cinco altares son bastante pequeños, no hay las estuquerías y las ventanas están ordenadas de manera tan hábil, que los frescos se dan a la expresión en la más grande medida.

## Franc Jelovšek
Franc Jelovšek pintó en esta iglesia frescos maravillosos entre los años 1759 y 1761. Franc Jelovšek nació el 4 de octubre de 1700 en Mengeš y murió el 31 de mayo de 1764 en Liubliana. Desde el año 1730 trabajó como un maestro independiente y pintó en muchos lugares de Eslovenia (Liubliana, Kamnik, Mokronog, Lesce, Vipava, Skaručna, Šenčur, Sladka gora, etc.). Franc Jelovšek fue el miembro del grupo de los pintores barrocos de Ljubljana en el cual fueron también otros pintores muy conocidos, como Valentin Mentzinger (1699-1759), Fortunat Bergant (1721-1769) y Anton Cebej (1722-1774). El maestro Franc Jelovšek pintó muchos frescos y la iglesia pintoresca de Santo Hermágoras y Fortunato de Groblje como su última gran obra. Se supone que con este gran trabajo ayudó también Krištof Andrej Jelovšek (1729-1776), el hijo del maestro, quien también fue pintor, pero no tan conocido como su padre.

## Galería

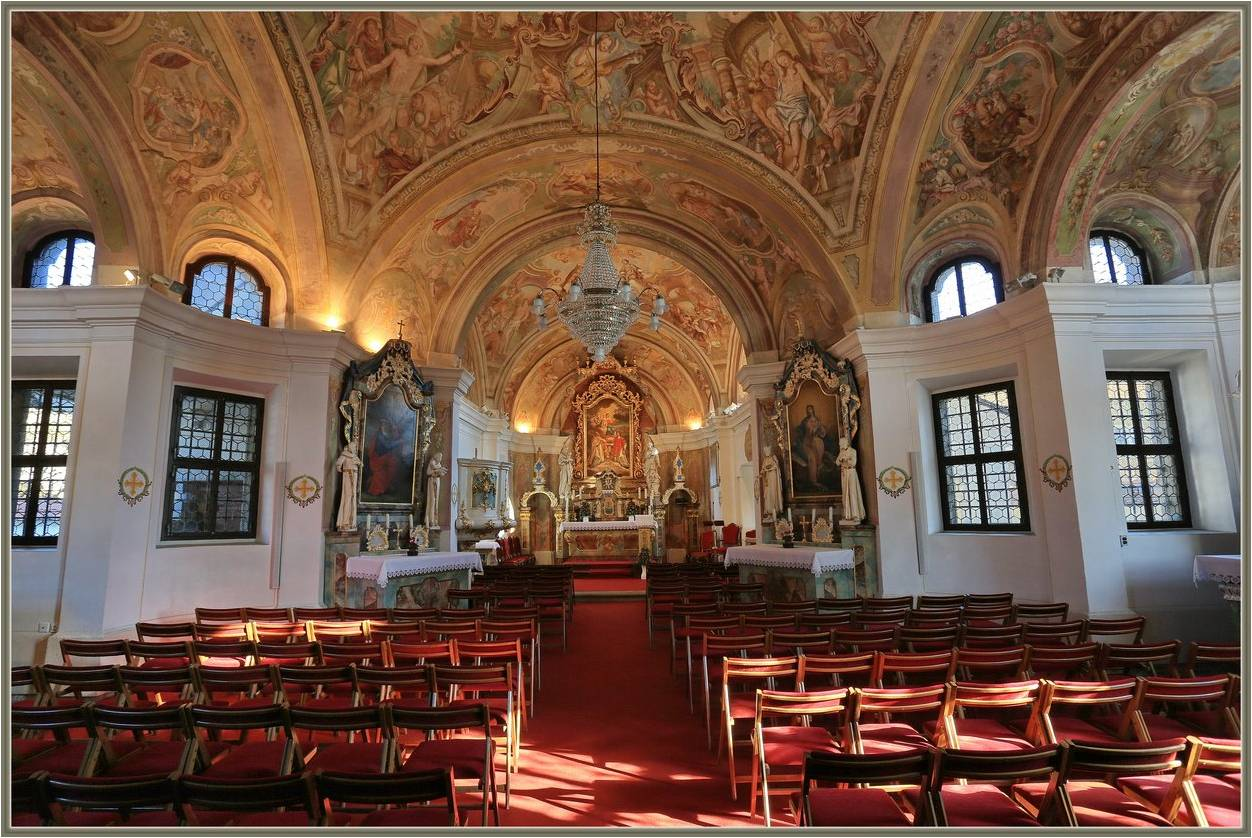
El presbiterio con tres altares (Foto: Janez Medvešek)
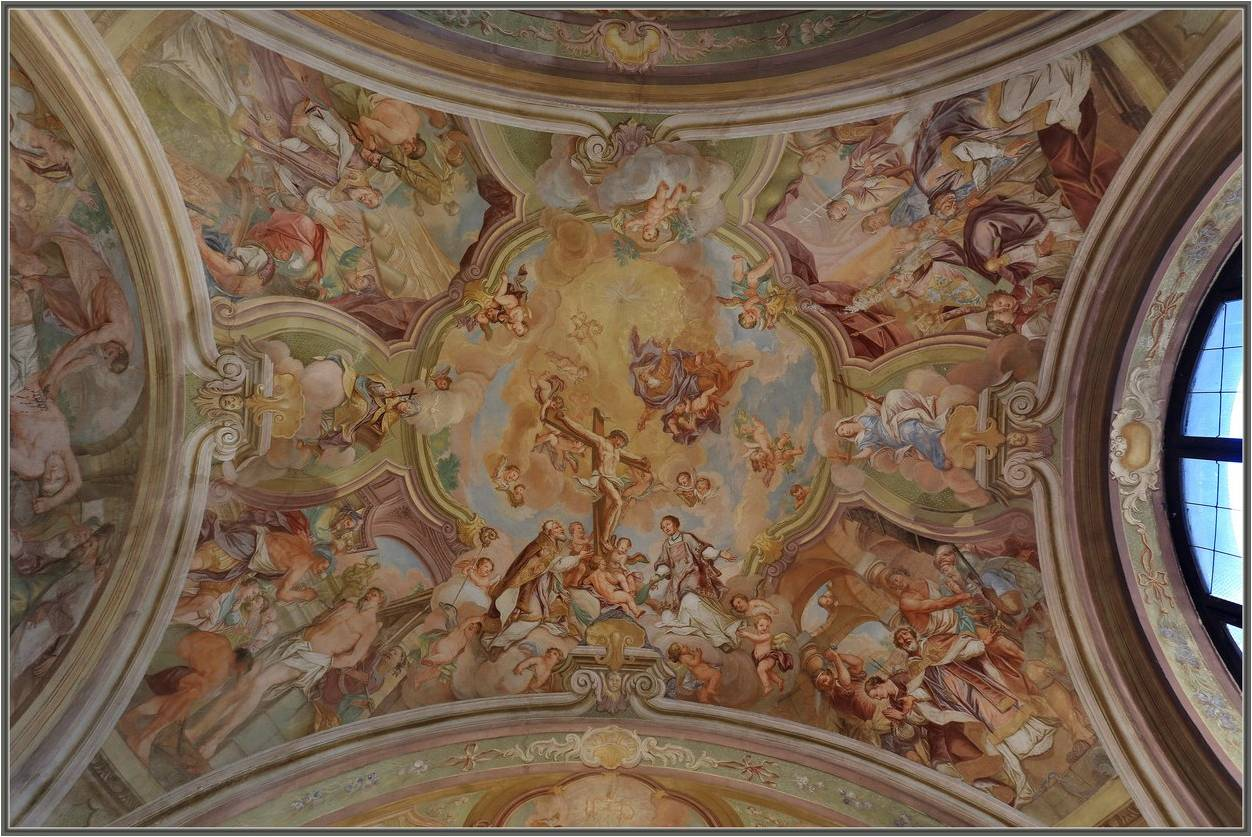
La bóveda mayor sobre del presbiterio (Foto: Janez Medvešek)
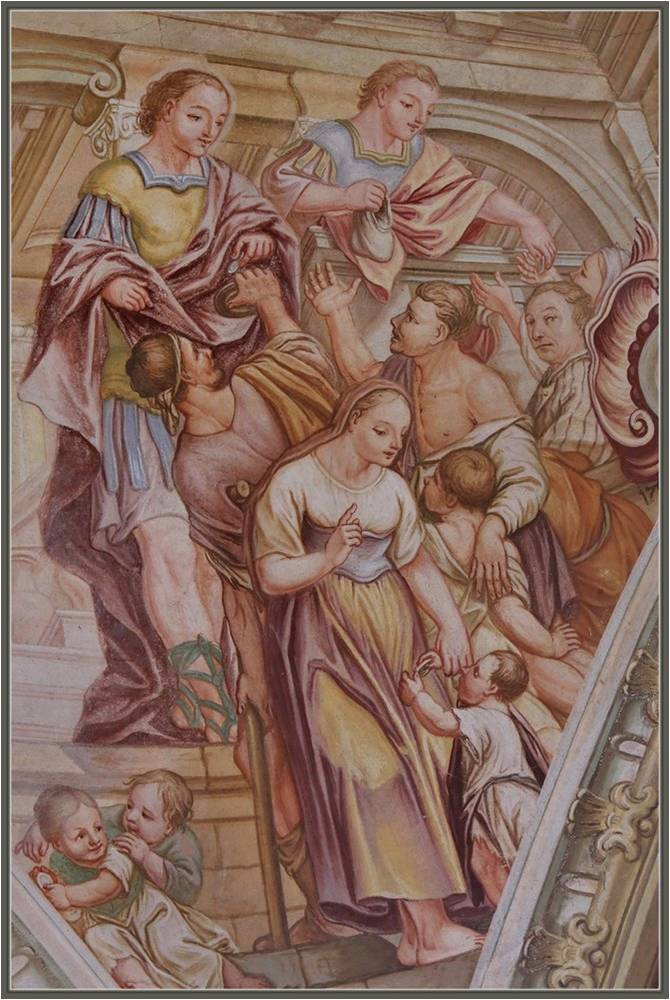
La pechina en la bóveda sobre de nave:los santos Juan y Pablo dan limosna y autorretrato del pintor Franc Jelovšek (Foto: Janez Medvešek)
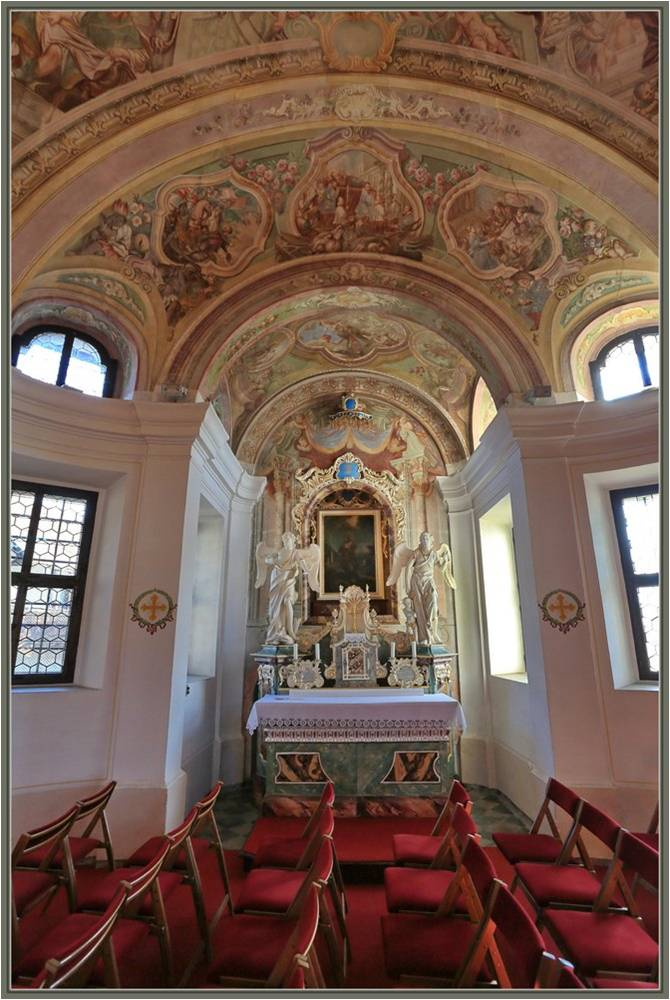
El altar lateral de San Isidoro de Madrid (Foto: Janez Medvešek)
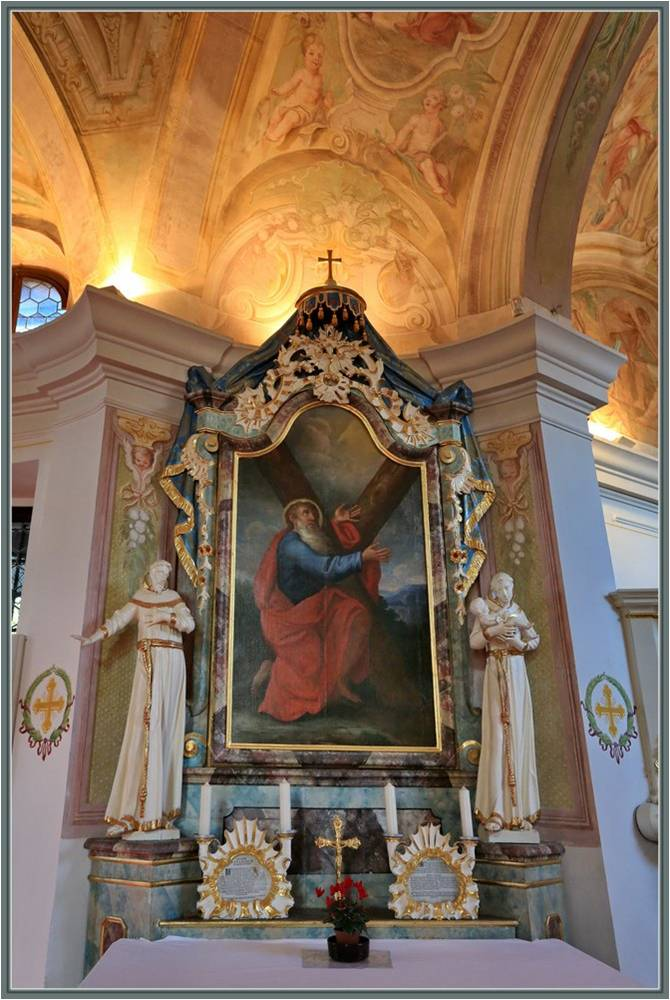
El altar lateral de San Andreas (Foto: Janez Medvešek)
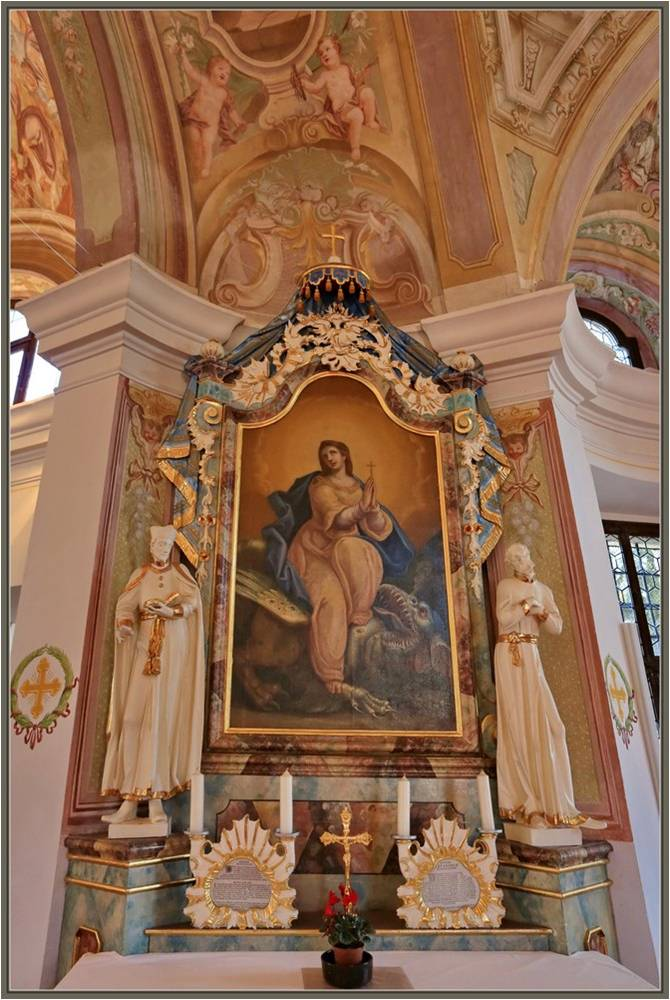
El altar lateral de Santa Margerita (Foto: Janez Medvešek)
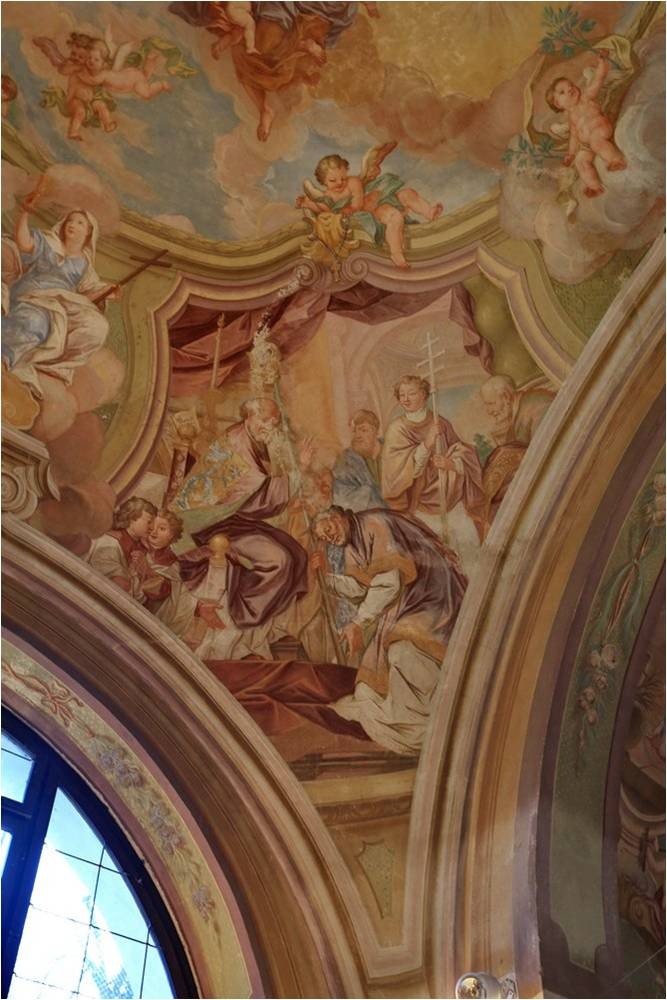
La pechina de la bóveda sobre el presbiterio: Santo Pedro nombra a Hermágoras al obispo (Foto: Janez Medvešek)
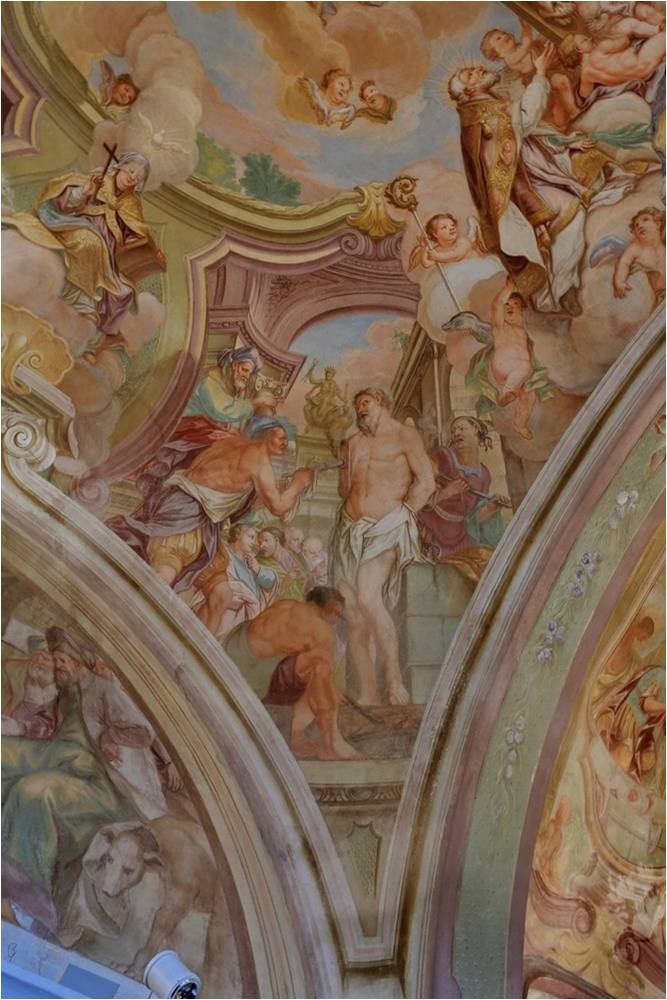
La pechina de la bóveda sobre el presbiterio: La tortura de Hermágoras con el hierro ardiente (Foto: Janez Medvešek)
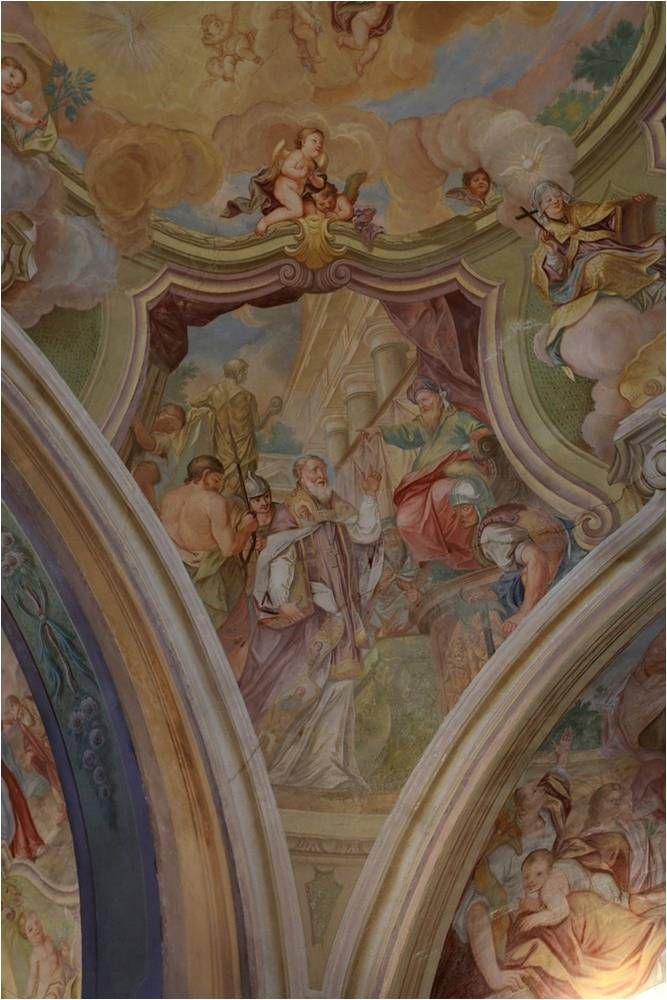
La pechina de la bóveda sobre el presbiterio: El suplente imperial de Aqiulea condena el obispo Hermágoras a la muerte (Foto: Janez Medvešek)
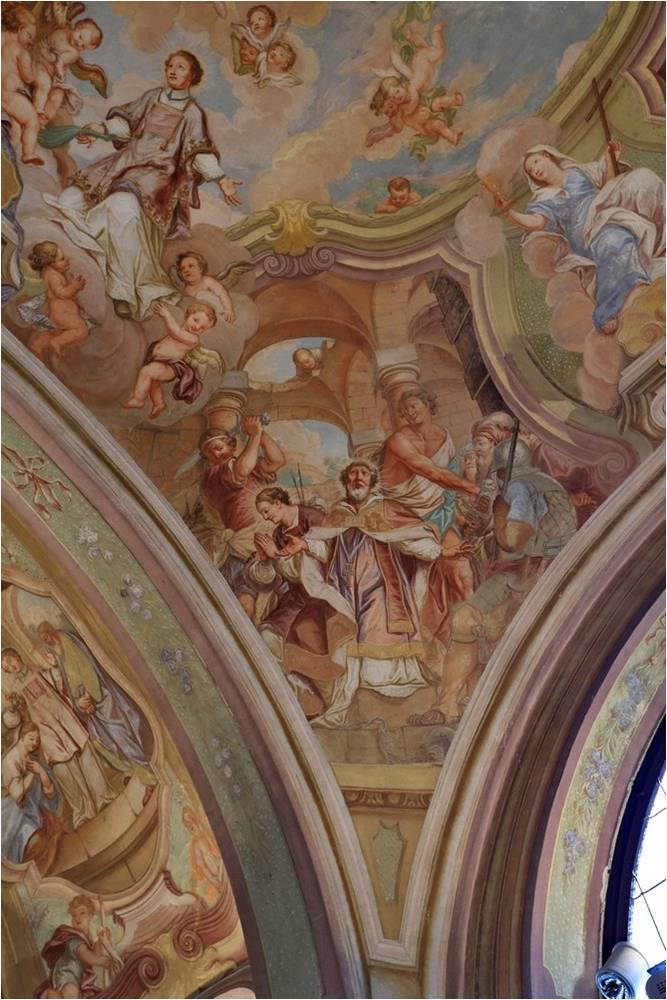
La pechina en la bóveda sobre del presbiterio: Los martirios de Aquilea esperan la decapitación (Foto: Janez Medvešek)
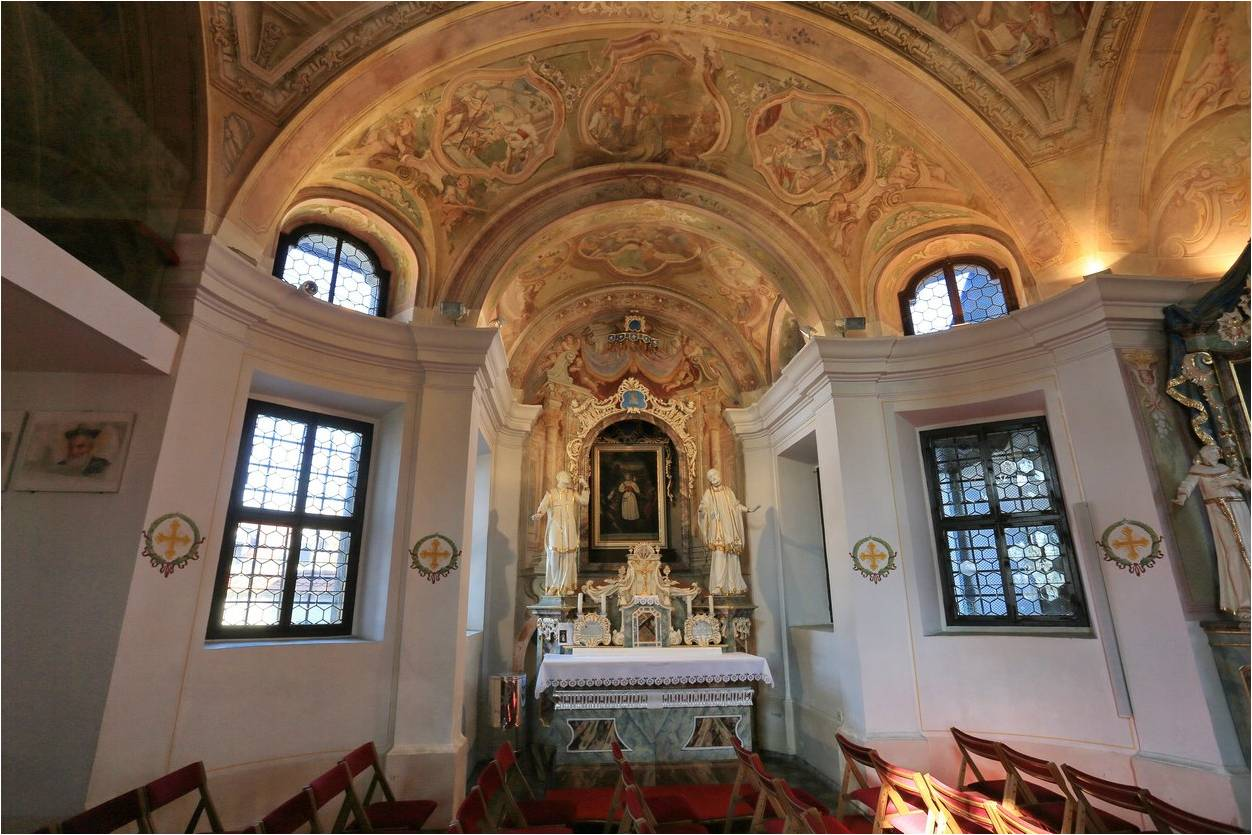
El altar lateral de Santa Notburga (Foto: Janez Medvešek)